# Зимовье (Новосибирская область)
Зимо́вье — посёлок в Черепановском районе Новосибирской области. Входит в состав Искровского сельсовета.

## География
Площадь посёлка — 16 гектаров.

## Население
| 2002 | 2007 | 2010 |
| ---- | ---- | ---- |
| 609  | ↗687 | ↘495 |

## Инфраструктура
В посёлке по данным на 2007 год функционируют 1 учреждение здравоохранения и 1 учреждение образования.